# Praça de Touros Palha Blanco
A Praça de Touros Palha Blanco é uma praça de toiros em Vila Franca de Xira, construída em 1901.
Deve o seu nome a José Pereira Palha Blanco, lavrador, ganadeiro e benemérito, que reuniu numa sociedade por ações os restantes fundadores da praça, Amadeu Infante, o Conde de Cascais Manuel Teles da Gama, Luís da Gama, Carlos José Gonçalves, Marciano Mendonça, Rodolpho Santos, entre outros.
Existiram, antes da atual, três praças de touros no mesmo local, todas elas em madeira: uma sem a tradicional forma redonda, outra que já não conseguia responder às necessidades do público e, por fim, uma outra que ardeu. 
A atual praça foi, então, construída em 1901, em apenas seis meses, e surgiu com o objetivo de fazer face às despesas do Asilo Creche, uma instituição que, aquando da peste da pneumónica, acolheu muitas crianças órfãs. Mais tarde, a praça foi doada à Santa Casa da Misericórdia.
Na corrida inaugural, a 30 de setembro de 1901, foram lidados  12 touros das ganadarias Palha Blanco, Luiz Patrício, Comendador Paulino da Cunha e Silva, Marquês de Castelo Melhor, António Vicente Santos e Eduardo Marques. Uma grande corrida, ocorrida em julho de 1905, transformou a praça num expoente máximo de prestígio, onde não faltou a presença do rei D. Carlos.
Durante muitos anos decorreram ali inúmeros e diversos espetáculos, para além das corridas, novilhadas e garraiadas: peças cómicas, atuações de Amália Rodrigues, paradas da Mocidade Portuguesa, cortejos carnavalescos, saraus de ginástica, bailes, combates de boxe e concursos de bandas musicais. Serviu, ainda, de esplanada para visionamento de filmes projetados num grande ecrã ali montado e foi o local escolhido para a concentração de gado cavalar mobilizado para a Segunda Guerra Mundial.
O nome atual foi atribuído em 1937.